# Kayvon Thibodeaux
Pour les articles homonymes, voir Thibodeaux.
(en) Statistiques sur pro-football-reference
Kayvon Thibodeaux (né le 15 décembre 2000 à Los Angeles) est un joueur américain professionnel de football américain.
Il joue au poste de linebacker pour la franchise des Giants de New York en National Football League (NFL).

## Biographie

### Jeunesse
Thibodeaux naît à South Los Angeles en Californie. Il étudie et joue au football américain pendant deux saisons au lycée Susan Miller Dorsey (en). Il intègre ensuite l'école Oaks Christian (en) en 2017 où il est désigné meilleur joueur défensif de la saison 2018 par USA Today après avoir totalisé 18 sacks et 54 plaquages sur  la saison.
La saison suivante, il enregistre un total de 152 plaquages, 54 sacks et force 8 fumbles. Il est classé deuxième meilleur recrue possible en 2019 et accepte la bourse proposée par l'université de l'Oregon.

### Carrière universitaire
Thibodeaux joue dons au niveau universitaire, pour les Ducks en NCAA Division I FBS.
Il y est désigné meilleur joueur défensif de première année (freshman) de la Conférence Pacific-12 en 2019.
La saison suivante, il remporte le Tophée Morris 2020 (en),. Il est sélectionné dans l'équipe type de la Conférence Pacific-12 après avoir été désigné meilleur joueur (MVP) de la finale de conférence Pacific-12.
Thibodeaux se blesse au niveau de la cheville lors du premier match de la saison suivante et rate les deux matchs suivants. Il totalise sept sacks sur la saison et est désigné à l'unanimité joueur All-American en 2021,.
Thibodeaux annonce ensuite qu'il fait l'impasse sur sa dernière année d'éligibilité (année senior) pour se présenter à la draft de la NFL. 

### Carrière professionnelle
| Taille             | Poids           | Bras            | Main           | Sprint   | Sprint   | Sprint   | Shuttle 20 yards | 3 cones drill | Détente   | Détente             | Développé couché | Test Wonderlic |
| Taille             | Poids           | Bras            | Main           | 40 yards | 10 yards | 20 yards | Shuttle 20 yards | 3 cones drill | verticale | horizontale         | Développé couché | Test Wonderlic |
| 1,93 m (6 ft 4 in) | 115 kg (254 lb) | 84 cm (33 ⅛ in) | 25 cm (9 ¾ in) | 4,58 s   | 1,56 s   | 2,64 s   | 4,38 s           | 7,23 s        | -         | 302 cm (9 ft 11 in) | 27 reps          | -              |

Thibodeaux est sélectionné en 5e choix lors du premier tour de la draft 2022 de la National Football League (NFL) par la franchise des Giants de New York.
Il est le premier pass-rusher sélectionné par les Giants depuis Jason Pierre-Paul en 2010 et le premier sélectionné dans la Top 5 d'une draft depuis Cedric Jones (en) en 1996.

## Statistiques
| Année       | Équipe            | Statut      | MJ |       | Plaquages | Plaquages | Plaquages | Plaquages |       | Interceptions | Interceptions | Interceptions | Interceptions |  | Fumbles | Fumbles |
| Année       | Équipe            | Statut      | MJ | Total | Seul      | Ast.      | Sacks     | Nb.       | Yards | Déf.          | TD            | Nb.           | Rec.          |  |         |         |
| 2019        | Ducks de l'Oregon | Fr.         | 13 | 35    | 24        | 11        | 9         | 0         | 0     | 3             | 0             | 1             | 0             |  |         |         |
| 2020        | Ducks de l'Oregon | So.         | 07 | 42    | 25        | 17        | 3         | 0         | 0     | 3             | 0             | 0             | 0             |  |         |         |
| 2021        | Ducks de l'Oregon | Jr.         | 10 | 49    | 35        | 14        | 7         | 0         | 0     | 1             | 0             | 2             | 0             |  |         |         |
| Totaux NCAA | Totaux NCAA       | Totaux NCAA | 20 | 126   | 84        | 42        | 19        | 0         | 0     | 7             | 0             | 3             | 0             |  |         |         |

| Année | Équipe             | MJ |                 | Plaquages       | Plaquages       | Plaquages       | Plaquages       |                 | Interceptions   | Interceptions   | Interceptions | Interceptions |  | Fumbles | Fumbles |
| Année | Équipe             | MJ | Total           | Seul            | Ast.            | Sacks           | Nb.             | Yards           | Déf.            | TD              | Nb.           | Rec.          |  |         |         |
| 2022  | Giants de New York | ?  | Saison en cours | Saison en cours | Saison en cours | Saison en cours | Saison en cours | Saison en cours | Saison en cours | Saison en cours | ?             | ?             |  |         |         |

## Trophées et récompenses
- Désigné meilleur joueur défensif freshman de la saison de la Conférence Pacific-12 en 2019 ;
- Désigné MVP de la finale de conférence Pacific-12 en 2020 ;
- Vainqueur du Trophée Morris en 2020 ;
- Désigné à l'unanimité joueur All-American en 2021 ;
- Sélectionné dans l'équipe type de la Conférence Pacific-12 en 2020 et 2021.

## Vie privée
En juillet 2021, Thibodeaux annonce une collaboration avec Philip Knight (fondateur de la société Nike) et Tinker Hatfield (designer pour chaussures) afin de pour concevoir des illustrations de jetons non fongibles (NFT). Il lance ensuite sa propre cryptomonnaie, « $JREAM », en septembre 2021.